# Угглас, Маргарета
Марта Маргарета Угглас (в девичестве Стенбек; род. 5 января 1939 года) — шведский политик умеренной коалиционной партии. С 1991 по 1994 год занимала должность министра иностранных дел.

## Карьера
Родители Маргареты: отец — Хьюго Стенбек, юрист и основателя инвестиционной компании Investment AB Kinnevik, мать Марта Стенбек (в девичестве Одельфельдт). В семье также было еще трое детей: Хьюго-младший (1933—1976), Элизабет Сильфверстолп (1935—1985) и Ян Стенбек (1942—2002). Маргарета враждовала со своим братом Яном из-за семейного состояния и впоследствии отреклась от него.
С 1960 по 1971 Угглас получила образование по программе Гарвард-Рэдклифф в области делового администрирования. В 1964 году она окончила Стокгольмскую школу экономики, получив степенью в области делового администрирования и экономики. С 1967 по 1968 год она работала Veckans Affärer, затем с 1968 по 1973 год — в ежедневной газете Svenska Dagbladet в качестве редактора. С 1971 по 1973 год она была членом Совета графства Стокгольм, с 1980 по 1991 год занимала должность издателя Svensk tidskrift, а с 1974 по 1995 год заседала в Риксдаге, однопалатном парламенте Швеции.
После победы на выборах в сентябре 1991 года Маргарета Угглас стала второй женщиной-министром иностранных дел Швеции. В течение ее срока прошло завершение переговоров, которые привели к вступлению Швеции в Европейский Союз. В 1992 году вместе с комиссаром ЕС и девятью другими министрами иностранных дел из региона Балтийского моря она основала Совет государств Балтийского моря и Еврофакультет. С 1992 по 1993 год Угглас занимал пост председателя ОБСЕ. Партия умеренных проиграла выборы 1994 года, а в 1995 году Угглас была избрана в Европейский парламент. С 1996 года она была заместителем председателя Европейской народной партии.
Она была членом Комитета по иностранным делам, членом правления Шведского агентства международного развития и сотрудничества и делегатом Совета Европы. Угглас также был членом совета директоров Bulten-Kanthal AB, Investment AB Kinnevik Boliden AB, Swedish Match AB и Stora Kopparbergs Bergslags AB. С 2002 по 2010 год она была председателем Стокгольмской ассоциации спасения детей, Шведской организации добровольной защиты женщин и фонда Ярла Хьялмарсона.

## Личная жизнь
В 1966 году она вышла замуж за Бертила Уггласа (1934—1977), сына командира Оскара Уггласа и его супруги Ингеборги (в девичестве Левенгаупт).

## Награды
9 февраля 2000 года была награждена орденом Креста земли Марии I класса.